# 弗洛里斯 (愛荷華州)
弗洛里斯（英語：Floris）是一個位於美國愛荷華州戴維斯縣的城市。

## 地理
弗洛里斯的座標為40°51′51″N 92°19′56″W / 40.86417°N 92.33222°W，而該地的平均海拔高度為211米（即692英尺）。

## 人口
根據2010年美國人口普查的數據，弗洛里斯的面積為1.24平方千米，當中陸地面積為1.24平方千米，而水域面積為0.00平方千米。當地共有人口138人，而人口密度為每平方千米111人。